# جان فيليب سابو
جان فيليب سابو (بالفرنسية: Jean-Philippe Sabo)‏ هو لاعب كرة قدم فرنسي في مركز الدفاع، ولد في 26 فبراير 1987 في Gouvieux ‏ في فرنسا. لعب مع أولمبيك مارسيليا ونادي أجاكسيو ونادي ستراسبورغ ونادي مونبلييه.

## وصلات خارجية
- جان فيليب سابو على موقع إي إس بي إن إف سي (الإنجليزية)
- جان فيليب سابو على موقع قاعدة بيانات كرة القدم.إي يو (الإنجليزية)
- جان فيليب سابو على موقع ليكيب (الفرنسية)
- جان فيليب سابو على موقع Soccerway.com (الإنجليزية)